# Pseudohedya
Pseudohedya is een geslacht van vlinders van de familie bladrollers (Tortricidae), uit de onderfamilie Olethreutinae.

## Soorten
- P. cincinna Falkovich, 1962
- P. gradana (Christoph, 1882)
- P. retracta Falkovich, 1962
- P. satoi Kawabe, 1978